# اعوجاج تضعیف
اعوجاج تضعیف (به انگلیسی: Attenuation distortion) اعوجاج یک سیگنال آنالوگ است که در حین انتقال زمانی رخ می‌دهد که محیط انتقال یک پاسخ فرکانس مسطح در سرتاسر پهنای‌باند محیط یا طیف فرکانس سیگنال نداشته باشد.
اعوجاج تضعیف زمانی رخ می‌دهد که برخی از فرکانس‌ها بیشتر از فرکانس‌های دیگر تضعیف شوند. هنگامی که یک سیگنال آنالوگ با دامنه ثابت در سراسر طیف فرکانسی خود دچار اعوجاج تضعیف می‌شود، برخی از فرکانس‌های سیگنال دریافتی نسبت به فرکانس‌های دیگر از نظر دامنه (بلندتر) بیشتر می‌شوند.
برای غلبه بر اثرات اعوجاج تضعیف، مدارهای مخابراتی دارای تجهیزات متعادل‌سازی ویژه‌ای هستند که در انتهای مدار یا در بین آنها متصل شده‌اند، به گونه ای طراحی شده‌اند که سیگنال را به‌طور یکنواخت در سراسر طیف فرکانسی تضعیف کنند، یا اجازه دهند سیگنال در دامنه یکسان برای همه فرکانس‌ها دریافت شود. در صورتی که این فیلتر متعادل‌سازی به درستی نگهداری یا تنظیم نشود، اعوجاج تضعیف همچنان می‌تواند در یک مدار مجهز به‌طورکامل رخ دهد.
در مدارهای دی‌اس‌ال، پژواک‌های ناشی از عدم‌تطبیق امپدانس اغلب باعث اعوجاج تضعیف می‌شوند به طوری که برخی از فرکانس‌ها باید به‌طور خودکار ترسیم شوند و استفاده نشوند.